# Georg Ludwig von Bülow
Georg Ludwig von Bülow (* 16. Juli 1751 auf Schloss Bothmer, Klütz; † 22. Dezember 1822 in Ratzeburg) war ein deutscher Offizier, Gutsbesitzer und Lauenburgischer Erblandmarschall.

## Leben
Georg Ludwig von Bülow stammte aus der Linie Wehningen, Zweig Gudow-Kühren-Gorow, des weit verzweigten mecklenburgischen Uradelsgeschlecht von Bülow. Er war der älteste Sohn des hannoverschen Kammerherrn Dethloff von Bülow (1717–1795) und dessen Frau Christine Sophie, geb. von Bothmer († 1788), einer Tochter des Reichsgrafen Hans Caspar Gottfried von Bothmer auf Schloss Bothmer und dessen Frau Christine Margarethe, geb. von Bülow auf Elmenhorst. Sein Vater hatte den umfangreichen Grundbesitz durch Kauf und Tausch arrondiert und besaß nun neben dem Gut Gudow und seinen Vorwerken die Güter Müssen im Lauenburgischen, Gorow (Satow), Clausdorf, Klein Bölkow und Preten in Mecklenburg sowie Kühren in Holstein. Im Herzogtum Sachsen-Lauenburg hatte er das mit Gudow verbundene Amt des Erblandmarschalls inne und war Landrat und Beisitzer am Hofgericht in Ratzeburg.
Georg Ludwig von Bülow besuchte von April bis Dezember 1768 die Ritterakademie Lüneburg und diente dann in der Kurfürstlich Hannoverschen Leibgarde zu Pferde. In Württemberg wurde er zum Kammerherrn ernannt. 
1777 heiratete er Louise Charlotte, geb. von Stammer, eine Tochter des Braunschweigischen Generals Carl Friedrich von Stammer auf Westorf und dessen Frau Ernestine Magdalene, geb. von Spörden. Das Paar zog auf das Gut Müssen, dessen Nutznießung der Vater ihm abgetreten hatte. Schon im November 1780 starb seine Frau in Lüneburg. 1785 heiratete er Charlotte Freiin von Eyben (1770–1836), eine Tochter des holsteinischen Kanzlers Adolf Gottlieb von Eyben auf Lütgenhof. 
1795 starb sein Vater. Zwei seiner Brüder verzichteten gegen eine Ablösung auf ihren Anteil an den Gütern. Diese wurden dann 1798 in Lübeck in drei Paketen (Caveln) verlost. Dabei erhielt Georg Ludwig die erste Güter-Cavel, bestehend aus den Gütern Gudow, Segrahn, Göttin und Wendisch Lieps (bei Greven (Mecklenburg), heute Wüstung). Mit der Übernahme von Gudow wurde er zugleich Erblandmarschall des Herzogtums Sachsen-Lauenburg. Zusätzlich wurde er Stadthauptmann der Stadt Mölln.
Georg Ludwig von Bülow führte auf den Gütern eine Reihe von Reformen durch, um die Lage der Bauern zu verbessern. Er gab ihnen das Erbmeierrecht und schaffte Naturaldienste ab.
Seine persönlichen Verhältnisse wie auch seine Tätigkeit als Landmarschall waren geprägt durch die Lasten der Napoleonischen Kriege. Die Franzosenzeit brachte große finanzielle Verluste und Einschränkungen mit sich. 
Das auf dem Wiener Kongress neu errichtete Königreich Hannover überließ am 29. Mai 1815 das Herzogtum Lauenburg „rechts der Elbe“ Preußen, behielt aber die linkselbische Elbmarschvogtei und erhielt das Amt Neuhaus wenig später zurück. Schon am 4. Juni tauschte Preußen seine Erwerbung gegen das erst 1814 dänisch gewordene Schwedisch-Vorpommern. Lauenburg wurde in Personalunion mit dem Königreich Dänemark verbunden. Bülow vertrat als Landmarschall die Ritter- und Landschaft bei der Übergabe an den dänischen König Friedrich VI.
1821 übergab von Bülow seinem ältesten Sohn Adolf Gottlieb von Bülow (1795–1841) die Verwaltung der Güter und zog nach Ratzeburg, wo er im folgenden Jahr starb. Seine Witwe überlebte ihn bis Mai 1836. Eine Tochter, Adolfine (1782–1853) wurde Domina des Damenstifts Kloster Ribnitz.

## Auszeichnungen
- Titel Kammerherr (Württemberg)
- Titel Geheimer Konferenzrat
- Dannebrogorden, Großkreuz